# 北海道大學附屬圖書館

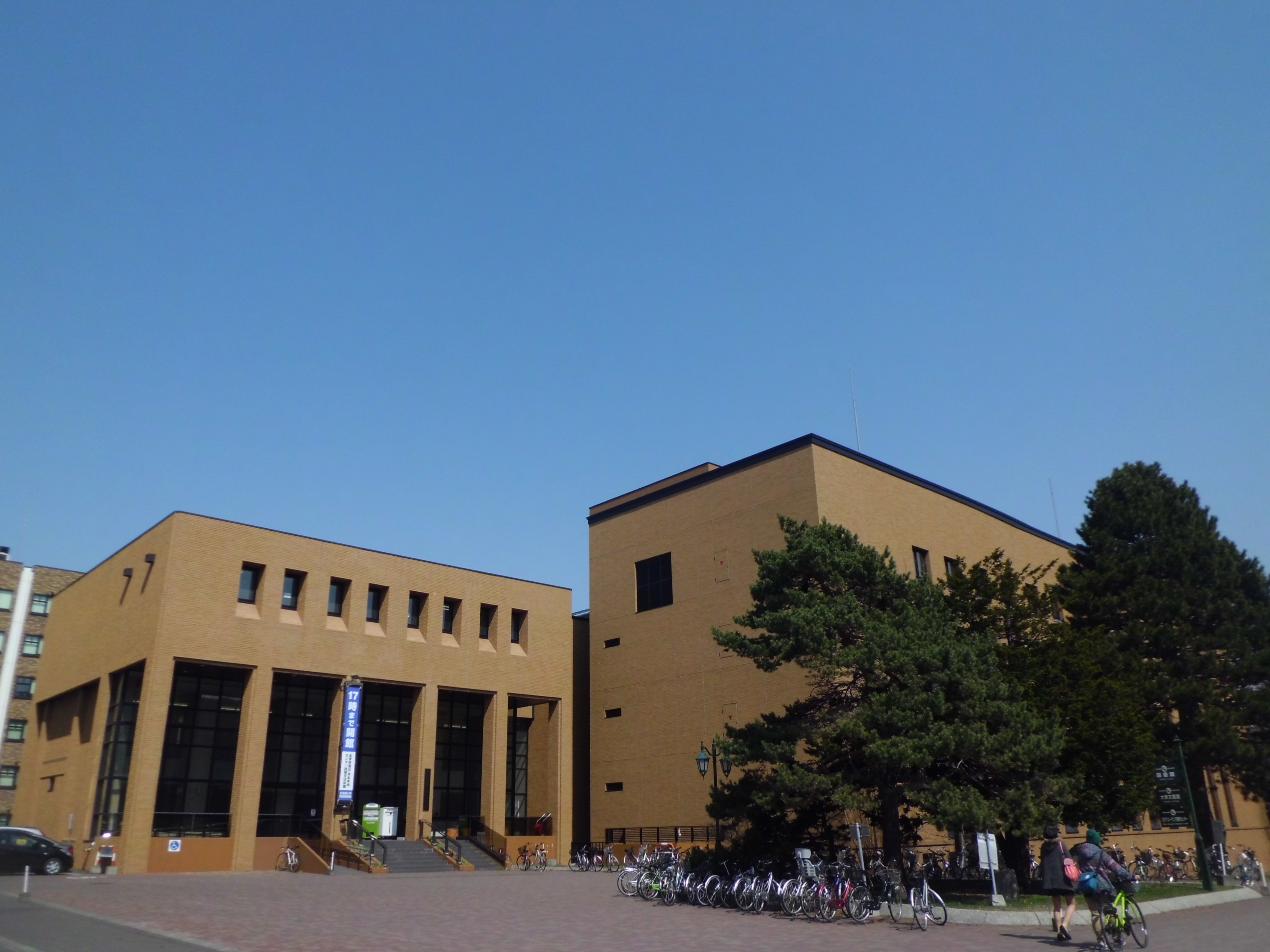

北海道大學附屬圖書館（日语：／ Hokkaidō Daigaku fuzoku toshokan */?）是位於日本札幌市北區的一座北海道大學的附屬圖書館。這座圖書館設立於1876年。

## 外部連結
- 北海道大学附属図書館 （页面存档备份，存于）